# Citationsindeks
Et citationsindeks kaldes også en referencedatabase. Det er en fagbibliografisk database i hvilken litteraturhenvisningerne i de indekserede dokumenter er søgbare. Dvs en database i hvilken man kan se hvor givne forfattere / dokumenter er citerede. Ikke at forveksle med en citatordbog ("bevingede ord").

## Eksempler
- Science Citation Index

- Social Science Citation Index

- Arts & Humanities Citation Index

## Ekstern henvisning
- ERIH European Reference Index for the Humanities. (Planlagt database) Arkiveret 21. juni 2008 hos  Wayback Machine